# Neustadt in Holstein
Neustadt in Holstein település Németországban, Schleswig-Holstein tartományban. Lakosainak száma 15 749 fő (2023. december 31.). Neustadt in Holstein Schashagen és Altenkrempe községekkel határos.

## Népesség
A település népességének változása:
| Lakosok száma | 15 333 | 15 012 | 15 187 | 15 164 | 15 093 | 15 288 | 15 464 | 15 749 |
|               | 1975   | 2014   | 2017   | 2018   | 2019   | 2021   | 2022   | 2023   |